# Chandkheda
Chandkheda là một thành phố và khu đô thị của quận Gandhinagar thuộc bang Gujarat, Ấn Độ.

## Nhân khẩu
Theo điều tra dân số năm 2001 của Ấn Độ, Chandkheda có dân số 55.477 người. Phái nam chiếm 53% tổng số dân và phái nữ chiếm 47%. Chandkheda có tỷ lệ 81% biết đọc biết viết, cao hơn tỷ lệ trung bình toàn quốc là 59,5%: tỷ lệ cho phái nam là 85%, và tỷ lệ cho phái nữ là 77%. Tại Chandkheda, 11% dân số nhỏ hơn 6 tuổi.